# Chodnik obronny

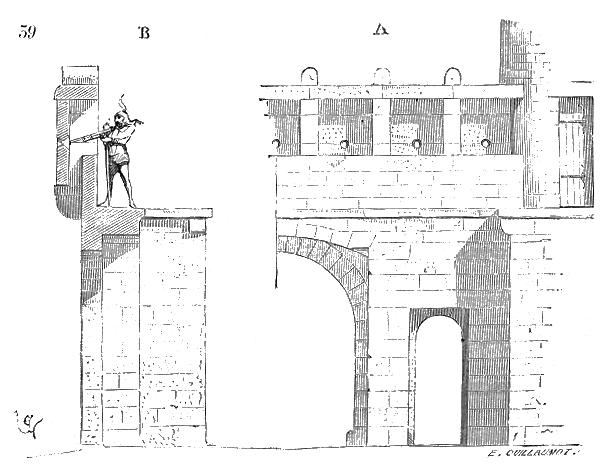
Rysunek chodnika obronnego (odkrytego) w przekroju bocznym i w widoku z wnętrza twierdzy. Widoczny osłaniający mur ze strzelnicami i przejście dla obrońców

Chodnik obronny – element budownictwa obronnego stosowany w przeszłości w fortyfikacji.
Połączenie wewnątrz fortu, twierdzy przeznaczone do obrony czynnej oraz umożliwiające komunikację między poszczególnymi elementami obiektu obronnego: bramy, baszty i basteje. Składa się z pasa komunikacyjnego oraz ściany czołowej, wyposażonej w otwory strzelnicze zwrócone w kierunku przedpola. Chodniki obronne przeważnie były zakładane na koronie muru obronnego, zabezpieczone murem-przedpiersiem i wyposażone w ławki strzeleckie dla obrońców. 
Urządzenie obronne, składające się z chodnika obronnego, poprowadzonego po odsadzce stoku wału i osłonięte murem ze strzelnicami w celu obrony wnętrza fosy nosi nazwę muru Carnota. 
W fortyfikacji nowożytnej kryty chodnik obronny (najczęściej sklepiony), przeznaczony do obrony czynnej nosi nazwę: galeria obronna (lub galeria bojowa).